# Cessna Citation Longitude
Die Citation Longitude ist ein Flugzeug des US-amerikanischen Herstellers Textron Aviation als Super-Midsize-Business-Jet.

## Geschichte und Entwicklung
Der über zweistündige Erstflug erfolgte am 8. Oktober 2016 mit Testpiloten Ed Wenninger und Stuart Rogerson am Steuer vom firmeneigenen Beech Factory Airport in Wichita, USA. Von Bekanntmachung des neuen Models im Mai 2012 auf der EBACE in Genf bis hin zum ersten Testflug verstrichen etwa vier Jahre. Am 21. September 2019 erfolgte die Zulassung durch die FAA, am 2. Oktober 2019 wurden die ersten Auslieferungen an Kunden bekanntgegeben.

## Beschreibung
Das Flugzeug soll einen hohen Passagierkomfort bieten. Es bietet zwölf Fluggästen reichlich Platz, die das Unterhaltungsangebot mit dem Smartphone steuern können und denen eine Internet-Verbindung zur Verfügung steht. Der Mindestdruck in der Kabine im Flug soll dem in einer Höhe von 1800 m entsprechen. Die Kabine erlaubt mit einer Höhe von 1,83 Metern darin zu stehen. Die Sitzkonfiguration entspricht der Double Club-Anordnung mit um 180 Grad drehbaren Sesseln. Der Gepäckraum ist während des Fluges über die Kabine erreichbar.
Die Longitude hat FADEC-gesteuerte Honeywell HTF7700L Mantelstromtriebwerke mit integriertem Auto-Throttle-System. Ebenfalls mit an Bord ist die neueste Generation des Avioniksystems Garmin G5000, das mit drei 14"-Touchscreen-Monitoren und vier kleineren Bildschirmen arbeitet. Das geräumige Cockpit mit guter Rundumsicht bietet optional ein Head-Up-Display.

## Technische Daten
| Allgemeine Angaben        |                               |
| ------------------------- | ----------------------------- |
| Besatzung                 | 2                             |
| Passagiere                | 12                            |
| Landestrecke              | 1036 m                        |
| Startstrecke              | 1494 m                        |
| Kaufpreis                 | 23,9 Mio. US-Dollar           |
| Betriebskosten            |                               |
| Triebwerke                | 2 × Honeywell HTF7700L        |
| Abmessungen               |                               |
| Länge                     | 22,30 m                       |
| Höhe                      | 5,91 m                        |
| Spannweite                | 21,00 m                       |
| Flügelpfeilung            | 28,6°                         |
| Flügelfläche              | 51,65 m²                      |
| Flügelstreckung           | 8,5                           |
| Spurweite                 | 2,95 m                        |
| Kabinenlänge              | 7,67 m                        |
| Kabinenhöhe               | 1,83 m                        |
| Kabinenbreite             | 1,96 m                        |
| Gepäckraumvolumen         | 3,17 m³ (505 kg)              |
| Massenangaben             |                               |
| Leermasse                 |                               |
| Max. Nutzlast             | 726 kg (bei voller Betankung) |
| Max. Startmasse           | 17.917 kg                     |
| Max. Landemasse           | 15.195 kg                     |
| Leistungen                |                               |
| Max. Reisegeschwindigkeit | 483 ktas (895 km/h)           |
| Max. Geschwindigkeit      | Mach 0,84                     |
| Max. Reichweite           | 6482 km (mit 4 Passagieren)   |
| Dienstgipfelhöhe          | 45.000 ft (13.716 m)          |
| Schub                     | je 33,81 kN                   |